# Пляж Сахара

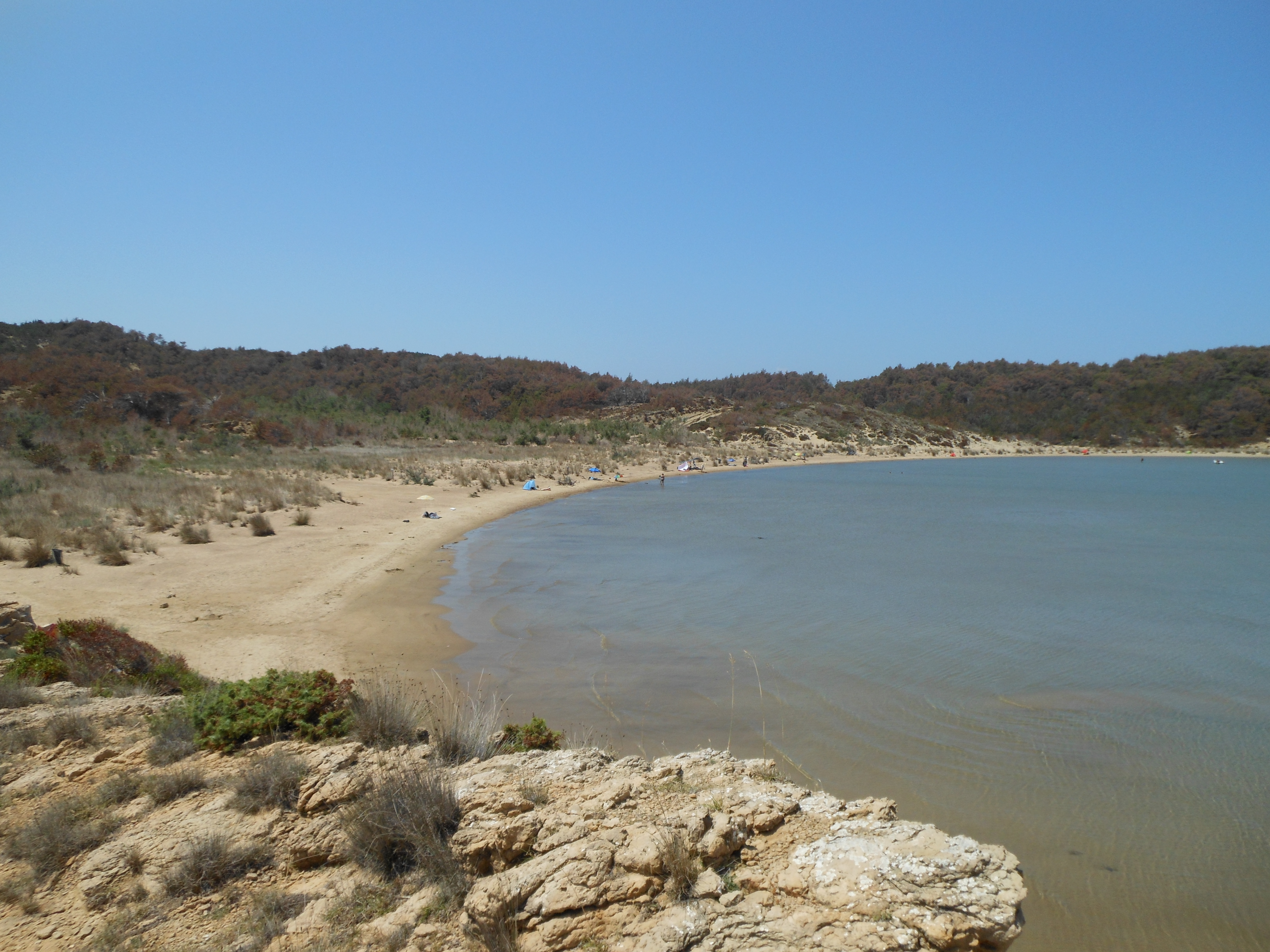
Пляж Сахара

44°50′27″ пн. ш. 14°45′04″ сх. д. / 44.8408° пн. ш. 14.7511° сх. д.
Пляж Сахара (хорв. Sahara) — піщаний нудистський пляж, розташований на північ від Лопару на хорватському острові Раб у північній частині хорватського узбережжя. Через важкий доступ до пляжу відвідувачів в основному мало навіть у липні та серпні. До пляжу можна дістатися приблизно за 40 хвилин пішки від міста Лопар. У бухті зазвичай стоїть чимало човнів.
Окрім пляжу Сахара, поблизу є інші менші пляжі, деякі з них піщані.
Найближче місто Лопар відоме своїми чудовими піщаними пляжами.